# Shvetsov ASh-21
O Shvetsov ASh-21 é um motor radial de sete cilindros em monoposição e refrigerado a ar, usado na aviação.

## Projeto e Desenvolvimento
O ASh-21 a versão monoposição do motor Shvetsov ASh-82.  O ASh-21 também incorpora um bom número de componentes do motor radial ASh-62. Projeto começou em 1945, e em meados do ano 1947 os testes tinham terminado e a produção iniciada. Entre 1947 e 1955, 7.636 motores ASh-21 tinham sido construídos na USSR e no início de 1952 tinha sido produzido na Checoslováquia sob a licença M-21.